# Ruda-Kolonia (województwo lubelskie)
Ruda-Kolonia – kolonia w Polsce położona w województwie lubelskim, w powiecie chełmskim, w gminie Ruda-Huta.
W latach 1975–1998 miejscowość położona była w województwie chełmskim. 
Według Narodowego Spisu Powszechnego (III 2011 r.) liczyła 192 mieszkańców i była dziesiątą co do wielkości miejscowością gminy Ruda-Huta.

## Historia
Wieś powstała jako kolonia niemiecka o nazwie Kolonia Ruda założona w 1897 r. W wykazie majątków z 1947 r. w miejscowości było 21 gospodarstw poniemieckich. Obecna nazwa Ruda-Kolonia obowiązuje od roku 1970.